# Bruce Hopkins
Raymond Bruce Hopkins (ur. 25 listopada 1955 w Invercargill) – nowozelandzki aktor filmowy, telewizyjny i głosowy, występował w roli Gamlinga w trylogii Władca Pierścieni.

## Filmografia
- Linda's Body (1990) jako Colin
- Shortland Street (1992) jako Marcus Bowman (2002)
- Desperate Remedies (1993) jako Chór#8
- Wysoka fala (High Tide, 1994–1997) jako Barney Crenshaw (gościnnie)
- Xena: wojownicza księżniczka (Xena: Warrior Princess, 1995–2001) jako Termin (gościnnie)
- Herkules (Hercules: The Legendary Journeys, 1995–1999) jako Pylon/Jordis (gościnnie)
- The Beach (1995)
- Warm Gun (1996) jako Bruce
- Lawless (1999) jako Andy Deakin
- Greenstone (1999) jako oficer
- I'll Make You Happy (1999) jako Jock
- Szalony miesiąc miodowy (Savage Honeymoon, 2000)
- Niezbity dowód (Lawless: Dead Evidence, 2000) jako Andy Deakin
- Jubilee (2000) jako Larry
- Dark Stories: Tales from Beyond the Grave (2001) jako Bruce
- Poza sprawiedliwością (Lawless: Beyond Justice, 2001) jako Andy Deakin
- This Is Not a Love Story (2002) jako Scenarzysta
- Murder in Greenwich (2002) jako Lancaster
- Krwawa zbrodnia (Blood Crime, 2002) jako Zakładnik
- Władca Pierścieni: Dwie wieże (The Lord of the Rings: The Two Towers, 2002) jako Gamling
- Zabójczy plik (The Vector File, 2002) jako Doug
- Power Rangers Ninja Storm (2003) jako Choobo (głos)
- Władca Pierścieni: Powrót króla (The Lord of the Rings: The Return of the King, 2003) jako Gamling
- Ike: Odliczanie do inwazji (Ike: Countdown to D-Day, 2004) jako pułkownik w Savoy
- Power Rangers: Mistyczna moc (Power Rangers Mystic Force, 2006) jako Clawbster (głos)